# Bansdih
Bansdih es un pueblo y nagar Panchayat situada en el distrito de Ballia en el estado de Uttar Pradesh (India). Su población es de 21201 habitantes (2011). 

## Demografía
Según el censo de 2001 la población de Bansdih era de 20232 habitantes, de los que el 51% eran hombres y el 49% mujeres. Bansdih tiene una tasa media de alfabetización del 53%, inferior a la media nacional del 59,5%: la alfabetización masculina es del 62%, y la alfabetización femenina del 38%.